# Alfa Romeo RZ
L'Alfa Romeo RZ (Roadster Zagato) è un'autovettura cabriolet prodotta dalla casa automobilistica italiana Alfa Romeo tra il 1992 e il 1993.

## Il contesto
Alla fine degli anni 80 del XX secolo il successo commerciale delle vetture sportive in serie limitata e numerata aveva convinto anche l'Alfa Romeo a produrre una fuoriserie carrozzata da Zagato: si trattava della coupé SZ che ottenne a sua volta un discreto riscontro sui mercati, il che convinse nuovamente la casa milanese a realizzarne, successivamente e tardivamente, anche una versione scoperta o per meglio dire roadster, denominata RZ.
La produzione iniziò nel 1992, un periodo in cui tuttavia il mercato delle serie limitate stava già andando a scemare, decretandone di fatto un insuccesso commerciale. Anche la potenza del motore era ritenuta ormai insufficiente per una sportiva di un certo livello. Tutte le 278 vetture prodotte sono numerate con un'apposita targhetta posta sul tunnel centrale vicino alla leva del cambio.

## La vettura

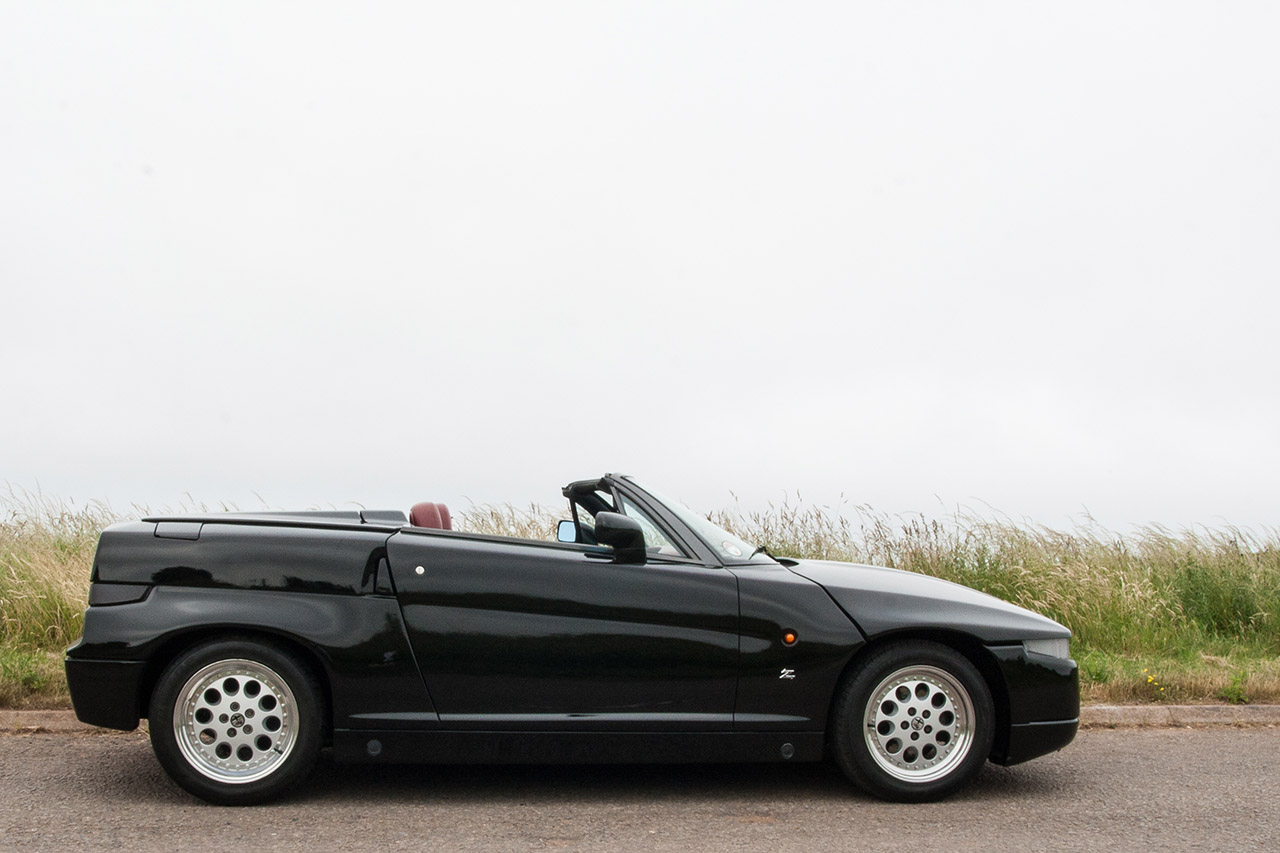
Linea laterale

Nelle intenzioni dell'Alfa Romeo, l'auto nasceva come una sportiva esclusiva in edizione limitata, tanto che il prezzo di listino era molto elevato, oltre due volte quello all'ammiraglia di Arese dell'epoca, la 164, dotata dello stesso propulsore. Rispetto alla progenitrice, la RZ si differenziava per una minor altezza da terra (11 mm in meno) e un peso di 132 kg superiore. I colori disponibili erano il Rosso Alfa (con interni panna), il giallo (con interni neri) e il nero (con interni bordeaux); ne vennero inoltre prodotti tre esemplari in colorazione argento metallizzata (sempre con interni bordeaux).
Il motore era di 2959 cm³ di cilindrata con sei cilindri a V a iniezione elettronica: un propulsore che erogava 210 CV a 6200 giri al minuto venne però ritenuto dal mercato inadeguato per questo tipo di vettura, che vantava un'accelerazione 0–100 km/h in 7,8 secondi e raggiungeva la velocità massima 228 km/h. Aveva un cambio a cinque rapporti, con trazione posteriore e ponte De Dion. Le sospensioni erano anteriori a quadrilatero. La RZ manteneva un'ottima tenuta di strada anche se leggermente inferiore alla sorella chiusa a causa della mancanza del tetto.
Il meccanismo d'apertura della capote in tela fu lo stesso poi riproposto sulla Spider del 1995; con apertura manuale facilitata da molle.
I sedili e le finiture interne erano in pelle. Il tachimetro e il contagiri erano gli strumenti principali posti dietro il volante; la restante parte della strumentazione montata sulla plancia era orientata verso il guidatore ed era composta dal manometro dell'olio, dall'amperometro, dal termometro dell'acqua e dall'indicatore del livello del carburante. Le dimensioni del bagagliaio erano estremamente ridotte e permettevano l'alloggiamento del ruotino di scorta.
Furono prodotti 278 esemplari della RZ fino al settembre 1993, di cui 241 realizzati da Alfa Romeo e altri 37 da Zagato. Causa difficoltà di vendita, l'auto rimase nei listini Alfa Romeo sino al 1996, tre anni dopo il termine della produzione, e la casa meneghina impiegò un lustro a esaurire l'intero stock di vetture realizzate.

## Caratteristiche tecniche
| Caratteristiche tecniche - Alfa Romeo RZ                                                                   | Caratteristiche tecniche - Alfa Romeo RZ | Caratteristiche tecniche - Alfa Romeo RZ | Caratteristiche tecniche - Alfa Romeo RZ | Caratteristiche tecniche - Alfa Romeo RZ | Caratteristiche tecniche - Alfa Romeo RZ |
| --- | --- | --- | --- | --- | --- |
| | | | | | |
| Configurazione                                                                                             | | | | | |
| Carrozzeria: spider 2 porte                                                                                | Carrozzeria: spider 2 porte | Posizione motore: anteriore longitudinale | Posizione motore: anteriore longitudinale | Trazione: posteriore | Trazione: posteriore |
| Dimensioni e pesi                                                                                          | | | | | |
| Ingombri (lungh.×largh.×alt. in mm): 4059 × 1730 × 1311                                                    | Ingombri (lungh.×largh.×alt. in mm): 4059 × 1730 × 1311 | Ingombri (lungh.×largh.×alt. in mm): 4059 × 1730 × 1311 | Ingombri (lungh.×largh.×alt. in mm): 4059 × 1730 × 1311 | Diametro minimo sterzata: | Diametro minimo sterzata: |
| Interasse: 2510 mm                                                                                         | Interasse: 2510 mm | Carreggiate: anteriore 1463 - posteriore 1425 mm | Carreggiate: anteriore 1463 - posteriore 1425 mm | Altezza minima da terra: | Altezza minima da terra: |
| Posti totali: 2                                                                                            | Posti totali: 2 | Bagagliaio: | Bagagliaio: | Serbatoio: 68 | Serbatoio: 68 |
| Masse | / in ordine di marcia: 1388 kg | / in ordine di marcia: 1388 kg | / in ordine di marcia: 1388 kg | / in ordine di marcia: 1388 kg | / in ordine di marcia: 1388 kg |
| Meccanica                                                                                                  | | | | | |
| Tipo motore: 6 cilindri a v di 60°                                                                         | Tipo motore: 6 cilindri a v di 60° | Tipo motore: 6 cilindri a v di 60° | Cilindrata: (alesaggio x corsa: 93 × 72,6 mm) totale: 2959 cm³ | Cilindrata: (alesaggio x corsa: 93 × 72,6 mm) totale: 2959 cm³ | Cilindrata: (alesaggio x corsa: 93 × 72,6 mm) totale: 2959 cm³ |
| Distribuzione: 2 valvole per cilindro comandate da un albero a camme in testa per bancata mosso da cinghia | Distribuzione: 2 valvole per cilindro comandate da un albero a camme in testa per bancata mosso da cinghia | Distribuzione: 2 valvole per cilindro comandate da un albero a camme in testa per bancata mosso da cinghia | Alimentazione: Iniezione di carburante Bosch Motronic ML 4.1 | Alimentazione: Iniezione di carburante Bosch Motronic ML 4.1 | Alimentazione: Iniezione di carburante Bosch Motronic ML 4.1 |
| Prestazioni motore                                                                                         | Potenza: 210 CV a 6200 giri/min / Coppia: 25 kgm a 4500 giri/min | Potenza: 210 CV a 6200 giri/min / Coppia: 25 kgm a 4500 giri/min | Potenza: 210 CV a 6200 giri/min / Coppia: 25 kgm a 4500 giri/min | Potenza: 210 CV a 6200 giri/min / Coppia: 25 kgm a 4500 giri/min | Potenza: 210 CV a 6200 giri/min / Coppia: 25 kgm a 4500 giri/min |
| Accensione: elettronica                                                                                    | Accensione: elettronica | Accensione: elettronica | Impianto elettrico: 12V | Impianto elettrico: 12V | Impianto elettrico: 12V |
| Frizione: monodisco a secco a comando idraulico                                                            | Frizione: monodisco a secco a comando idraulico | Frizione: monodisco a secco a comando idraulico | Cambio: manuale a 5 marce | Cambio: manuale a 5 marce | Cambio: manuale a 5 marce |
| Telaio | | | | | |
| Corpo vettura                                                                                              | scocca portante in acciaio con rivestimento in materiale composito (Modar e fibra di vetro) | scocca portante in acciaio con rivestimento in materiale composito (Modar e fibra di vetro) | scocca portante in acciaio con rivestimento in materiale composito (Modar e fibra di vetro) | scocca portante in acciaio con rivestimento in materiale composito (Modar e fibra di vetro) | scocca portante in acciaio con rivestimento in materiale composito (Modar e fibra di vetro) |
| Sterzo | a cremagliera con servoassistenza | a cremagliera con servoassistenza | a cremagliera con servoassistenza | a cremagliera con servoassistenza | a cremagliera con servoassistenza |
| Sospensioni                                                                                                | anteriori: a ruote indipendenti con quadrilateri deformabili, molle elicoidali, ammortizzatori idraulici telescopici e barra stabilizzatrice / posteriori: a Ponte de Dion, parallelogramma di Watt, molle elicoidali, ammortizzatori idraulici telescopici a doppio effetto con regolazione manuale dell'altezza da terra | anteriori: a ruote indipendenti con quadrilateri deformabili, molle elicoidali, ammortizzatori idraulici telescopici e barra stabilizzatrice / posteriori: a Ponte de Dion, parallelogramma di Watt, molle elicoidali, ammortizzatori idraulici telescopici a doppio effetto con regolazione manuale dell'altezza da terra | anteriori: a ruote indipendenti con quadrilateri deformabili, molle elicoidali, ammortizzatori idraulici telescopici e barra stabilizzatrice / posteriori: a Ponte de Dion, parallelogramma di Watt, molle elicoidali, ammortizzatori idraulici telescopici a doppio effetto con regolazione manuale dell'altezza da terra | anteriori: a ruote indipendenti con quadrilateri deformabili, molle elicoidali, ammortizzatori idraulici telescopici e barra stabilizzatrice / posteriori: a Ponte de Dion, parallelogramma di Watt, molle elicoidali, ammortizzatori idraulici telescopici a doppio effetto con regolazione manuale dell'altezza da terra | anteriori: a ruote indipendenti con quadrilateri deformabili, molle elicoidali, ammortizzatori idraulici telescopici e barra stabilizzatrice / posteriori: a Ponte de Dion, parallelogramma di Watt, molle elicoidali, ammortizzatori idraulici telescopici a doppio effetto con regolazione manuale dell'altezza da terra |
| Freni | anteriori: a disco autoventilanti / posteriori: a disco autoventilanti | anteriori: a disco autoventilanti / posteriori: a disco autoventilanti | anteriori: a disco autoventilanti / posteriori: a disco autoventilanti | anteriori: a disco autoventilanti / posteriori: a disco autoventilanti | anteriori: a disco autoventilanti / posteriori: a disco autoventilanti |
| Pneumatici                                                                                                 | ant./post.: 205/55 ZR16 / 255/50 ZR16 / Cerchi: ant./post.: 7Jx16" / 8Jx16" | ant./post.: 205/55 ZR16 / 255/50 ZR16 / Cerchi: ant./post.: 7Jx16" / 8Jx16" | ant./post.: 205/55 ZR16 / 255/50 ZR16 / Cerchi: ant./post.: 7Jx16" / 8Jx16" | ant./post.: 205/55 ZR16 / 255/50 ZR16 / Cerchi: ant./post.: 7Jx16" / 8Jx16" | ant./post.: 205/55 ZR16 / 255/50 ZR16 / Cerchi: ant./post.: 7Jx16" / 8Jx16" |
| Prestazioni dichiarate                                                                                     | | | | | |
| Velocità: 235 km/h                                                                                         | Velocità: 235 km/h | Velocità: 235 km/h | Accelerazione: 0-100 km/h: 7.5 s | Accelerazione: 0-100 km/h: 7.5 s | Accelerazione: 0-100 km/h: 7.5 s |
| Fonte dei dati:                                                                                            | | | | | |